# Museo del Tesoro di San Gennaro
Museo del Tesoro di San Gennaro je muzej vjerskih relikvija u Napulju, u Kampaniji u južnoj Italiji.
Otvoren je u prosincu 2003. godine. 
Zbirka uključuje veliki broj ex voto te srebrne i zlatne predmete, slike, brončana poprsja i pozlaćenu nosiljku iz osamnaestog stoljeća koja se nekada koristila za nošenje svečevog kipa u procesijama.: 27 : 491 
- Michele Dato, Ogrlica Sv.. Januarija, 1679.
- Matteo Treglia, Mitra Sv. Januarija, 1713.

## Daljnje čitanje
- A. Bellucci - Memorie storiche e artistiche del Tesoro nella cattedrale dal sec. XVI al XVIII - Napoli, 1915
- F. Strazzullo - Guida del Tesoro di San Gennaro - Napoli, 1966
- F. Strazzullo - La Real Cappella del Tesoro di San Gennaro - Napoli, 1978
- P.Iorio - F.Recanatesi Museo del tesoro di San Gennaro - Gli Argenti - Napoli, 2003
- P.Iorio - F.Recanatesi Museo del tesoro di San Gennaro - I Gioielli - Napoli, 2007
- P.Iorio - F.Recanatesi Le 10 Meraviglie del Tesoro di San Gennaro - Roma, Poligrafico dello Stato 2010
- P. Jorio, C. Paolillo, Il tesoro di Napoli. Capolavori del Museo di San Gennaro, Skira ed. 2013